# チュニジアの国旗

国旗のデザイン。2011年以降。

国旗のデザイン。2011年まで。三日月や星が現在のデザインと異なる。

チュニジアの国旗は1831年に制定されている。赤地に中央の白い円に三日月と星は古くからのイスラム教の象徴であり、幸運のシンボルでもあった。赤い色はオスマン帝国時代の反抗勢力の名残である。チュニジアは1881年よりフランスの植民地となり、1956年のチュニジア王国を経て、1957年にチュニジア共和国が成立した。その際に、以前の独立時代に使用したものを再度採用した。2011年にデザインをわずかに変更している。

大統領旗

## 歴史的な旗

?1230年から1574年までの旗
?1230年から1574年までの旗
?1574年から-1831年までの旗
?チュニス君侯国の旗
?フランス領チュニジアの非公式な旗
?フランス領チュニジアの旗
?アラブ・イスラム共和国の国旗
?2011年までの国旗。三日月や星が現在のデザインと異なる。